# Окунєв Сергій Леонідович
Сергій Леонідович Окунєв (нар. 28 грудня 1957) — радянський та російський футболіст, нападник.

## Життєпис
На дитячо-юнацькому рівні виступав за команду «Схід» (Новоалтайськ). У 15-річному віці перейшов у провідний клуб регіону — «Динамо» (Барнаул), в його складі дебютував на дорослому рівні в 1974 році в другій лізі. З ранніх років відрізнявся хорошою грою головою.
У 1977 році перейшов у московський ЦСКА. Дебютний матч у вищій лізі зіграв 26 травня 1977 року проти московського «Локомотива», замінивши в перерві Бориса Копєйкіна. Всього у складі армійців зіграв 3 матчі в травні-червні 1977 року. Також у період військової служби виступав за інші армійські команди — смоленську «Іскру» і хабаровський СКА.
На початку 1979 року зіграв два матчі у Кубку СРСР за «Кайрат», проте в команді не затримався. Потім повернувся в барнаульское «Динамо», з яким в 1980 році став переможцем зонального турніру другої ліги і бронзовим призером першості РРФСР.
У 1980-і роки виступав в радянських клубах першої та другої ліги, змінивши близько 10 команд. У тому числі в 1986-1987 і 1989 роках зіграв понад 100 матчів у складі «Ростсельмашу».
Після розпаду СРСР разом з тренером Ігорем Гамулою та групою гравців з Ростова перейшов в український клуб першої ліги «Таврія» (Херсон), але там не затримався, зігравши декілька матчів у лютому-березні 1992 року. Більшу частину сезону провів у другій лізі Росії за «Старт» (Єйськ). У 1993 році знову повернувся до України, де підписав контракт з «Поліграфтехнікою». Дебютував у футболці олександрійців 27 березня 1993 року в програному (0:2) виїзному поєдинку 23-о туру Першої ліги проти миколаївського «Евіса». Сергій вийшов на поле на 80-й хвилині, замінивши Станіслава Козакова. Дебютним голом у складі «поліграфів» відзначився 30 березня 1993 року на 69-й хвилині нічийного (1:1) виїзного поєдинку 24-о туру Першої ліги проти нікопольського «Металурга». Окунєв вийшов на поле на 46-й хвилині, замінивши Володимира Максімова. У футболці «Поліграфтехніки» зіграв 16 матчів та відзначився 2-а голами. Потім захищав кольори мукачівських «Карпат». Також виступав за польський клуб третього дивізіону «Полонія» (Битом). Наприкінці кар'єри грав за клуби нижчих дивізіонів Росії.